# 九州乳業

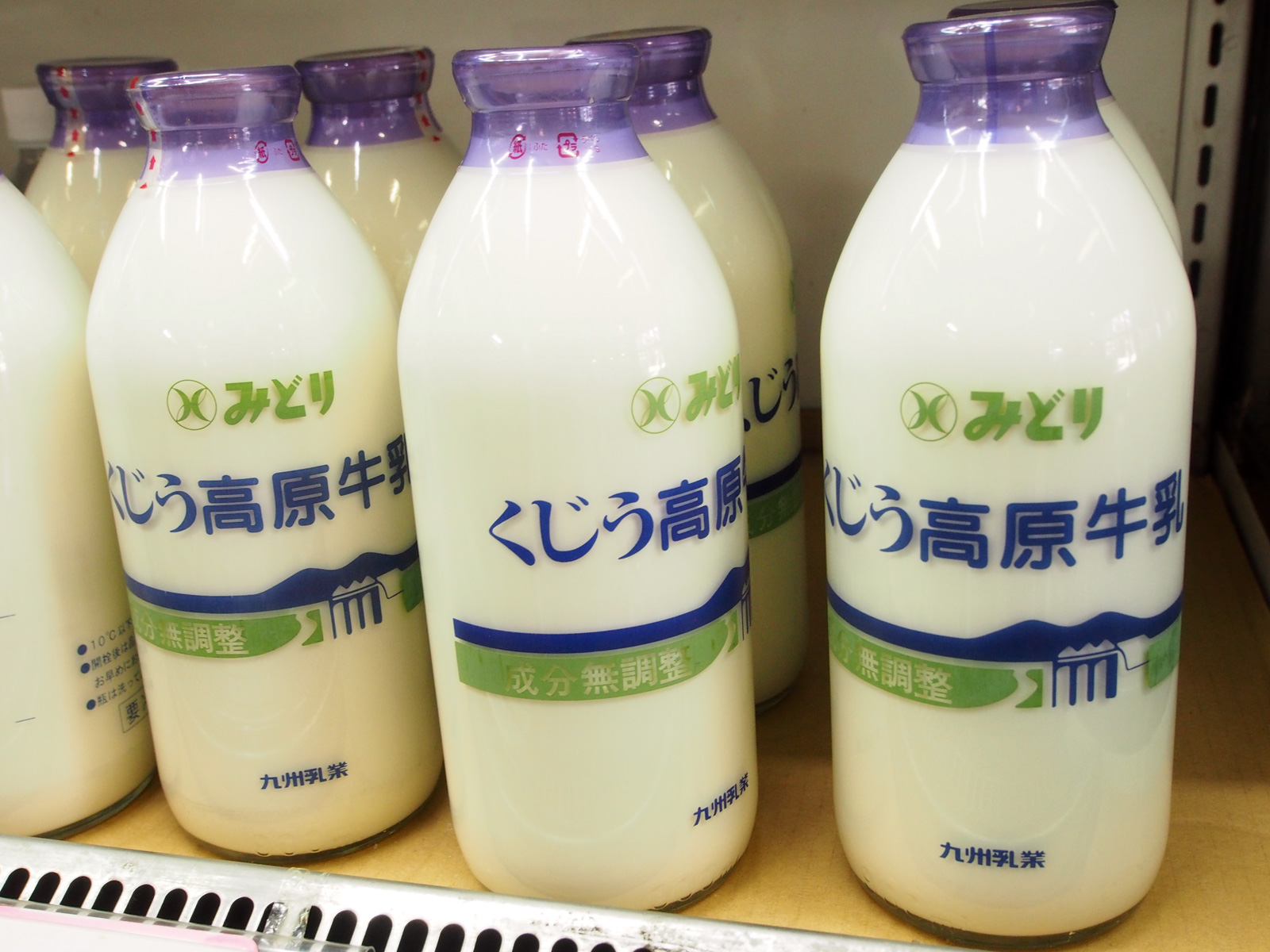
九州乳業 くじう高原牛乳

九州乳業株式会社（きゅうしゅうにゅうぎょう）は、大分県大分市に本社を置き、牛乳及び乳製品を販売する企業。
九州北部を主な市場とし、みどり牛乳をはじめとするみどりブランドで知られる。売上高は九州で業界2位。
経営再建のため2013年（平成25年）4月1日に新会社「（2代目）九州乳業」が設立されて社名やブランドと営業・販売部門を継承し、「（初代）九州乳業」は「KN」に社名変更して破綻処理された。

## 概要
1907年（明治40年）に「大分牧畜合資会社」を設立したのが始まり。1940年（昭和15年）にはもう一つの源流である「別府牛乳会社」が設立された。この2社が1957年（昭和32年）に合併して「大分協同乳業株式会社」が発足した。
その後「大分県酪農業協同組合」が1960年（昭和38年）12月に設立され、大分協同乳業の全株式を同組合が取得し、完全子会社化された。
これらを含めた「大分県酪農業協同組合」の乳業部門を母体として、農畜産業振興事業団や大分県及び福岡県、そして農系乳業各社の出資を受けて、1964年（昭和39年）3月に「（初代）九州乳業株式会社」が設立された。

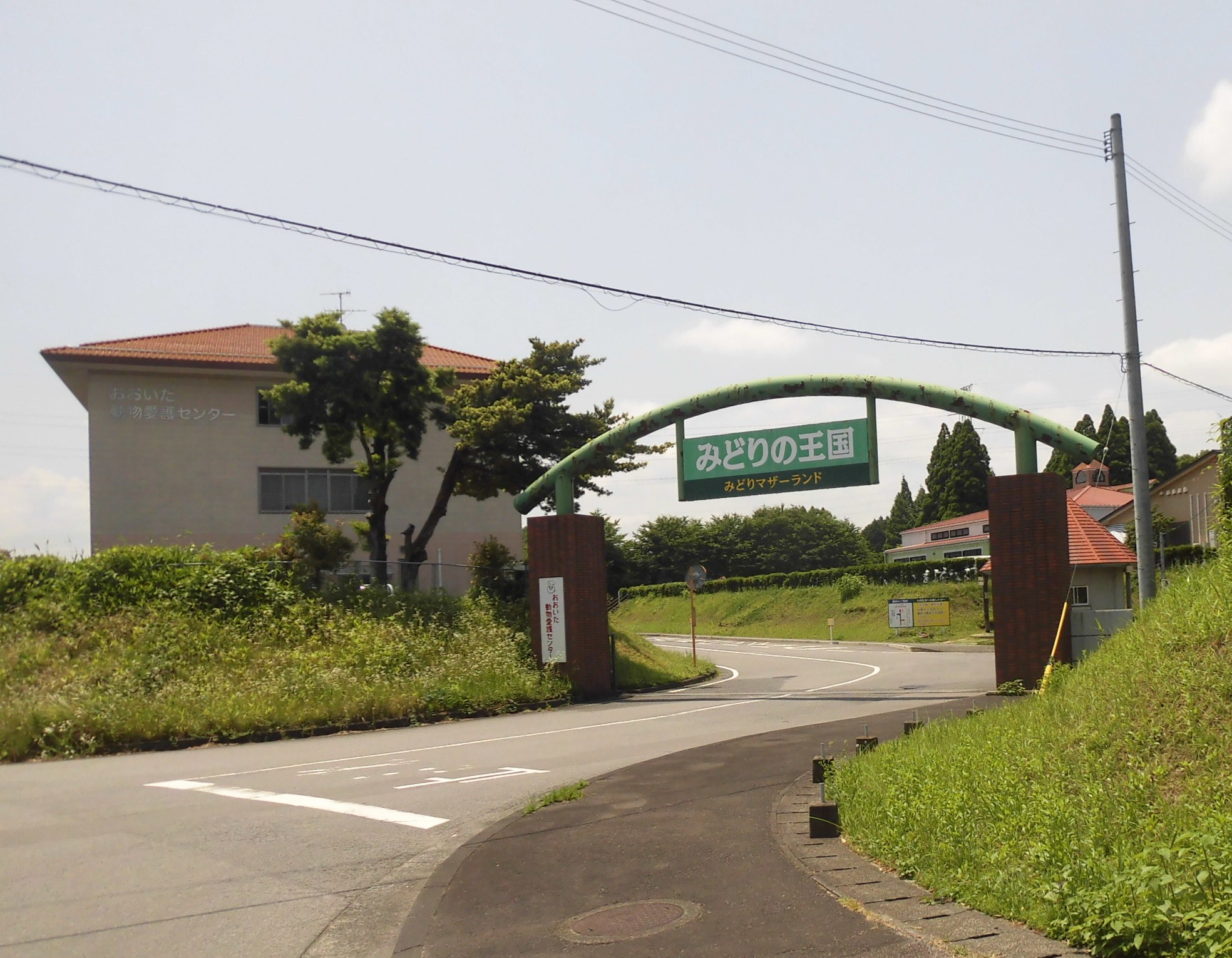
みどりマザーランド「みどりの王国」

2000年（平成12年）4月29日に本社を大分郡野津原町（現・大分市）に移転し、その敷地内にみどりの王国ふれあい公園「みどりマザーランド」を開業した。この「みどりマザーランド」には、見学や試飲ができる工場、豆腐、こんにゃく、バターの手作り体験工房、小動物とふれあうことのできる牧場、芝生公園等が付設されている。
2008年（平成20年）、中国で中国産食品の安全性問題が浮上（乳製品に有害物質メラミンが混入）した余波で日本産の牛乳の販売が急増。九州乳業も「10月の上海向け輸出は以前の約5倍の600本を超えた」。香港向けも「注文ひっきりなし」となり、豆乳の注文も増えるなど、輸出は好調だった。
2009年（平成21年）6月2日、グループ企業全体で約150億円の負債を抱え経営が厳しくなっていることから、金融機関に対する債権の一部放棄について整理回収機構（RCC）に調整を依頼した。また、株主である大分県に対して社長の派遣を要請、大分県が推薦した元県農林水産部審議監の江川清一が社長に就任した。
2010年（平成22年）4月に約99億円の債権放棄を受けることを中心とした自主再建計画に乗り出した。その一環として福岡県春日市の福岡工場を、工場の入口付近の道路拡幅に伴い2010年（平成22年）6月12日に閉鎖した。なおその後は、福岡市南区五十川の雪印メグミルク福岡工場の敷地内に冷蔵庫を設置し、業務を継続している。また、2010年（平成22年）に子会社の「くじゅう高原開発公社」が運営する地ビール工場とレストランを竹田市へ譲渡すると共に、体験型観光牧場も譲渡するなど竹田市内での観光関連事業から撤退することになった。
しかし、工場で起きたトラブルなどが影響して売上が伸び悩んで再建が順調に進まなかったため、2013年（平成25年）2月15日に自主再建を断念し、阪神酒販グループの支援を受けて新会社に事業を分割した上で譲渡し、再建を図る方針が発表された。この再建策では有利子負債約40億円のうち約28億円を金融機関が債権放棄して新会社が約12億円を継承、「九州乳業」の社名を継承する営業・販売部門の新会社は阪神酒販グループが出資してその傘下に入り、製造部門は「（2代目）九州乳業」と大分県酪農業協同組合が出資する事業協同組合が事業を継承することになった。この再建計画は2013年（平成25年）3月27日の臨時株主総会で承認され、新会社「（2代目）九州乳業」が同年4月1日に設立されることになった。
新・九州乳業の社長には、阪神酒販の檜垣周作社長が就任。約200人の従業員は継続雇用された。

## 年表
- 1907年（明治40年） - 「大分牧畜合資会社」を設立[6]。
- 1940年（昭和15年） - 「別府牛乳会社」を設立[6]。
- 1957年（昭和32年） - 大分牧畜合資会社と別府牛乳会社が合併し、大分協同乳業株式会社が発足[6]。
- 1960年（昭和38年）12月 - 大分県酪農業協同組合を設立[2]。
- 1964年（昭和39年）3月 - （初代）九州乳業株式会社を設立[2]。
- 1997年（平成9年）4月27日 - 子会社の株式会社くじゅう高原開発公社が「久住高原ビール」を発売、地ビール事業に参入[14]。
- 1998年（平成10年）7月18日 - 移転のため、大分郡野津原町（現・大分市）に新たな本社・工場を着工[15]。
- 2000年（平成12年）4月29日 - 大分郡野津原町（現・大分市）に本社を移転し、みどりの王国ふれあい公園「みどりマザーランド」を開業[7]。
- 2010年（平成22年） - 地ビール工場とレストランを竹田市へ譲渡すると共に、体験型観光牧場も譲渡するなど竹田市内での観光関連事業から撤退[12]。
- 2013年（平成25年）
  - 2月15日 - 自主再建を断念し、新会社に事業を分割して譲渡して再建を図ると発表[3]。
  - 3月27日 - 臨時株主総会で再建案を承認[1]。
  - 4月1日 - 新会社「（2代目）九州乳業」を設立し、事業を継承[1]。
- 2015年（平成27年）
  - 4月1日 - 日本オリンピック委員会の就職支援システム「アスナビ」を経由し、アーチェリー選手（男子）の天野良太が入社[16]。
  - 10月19日 - 親会社が阪神酒販グループの東洋商事から同グループのアスラポート・ダイニングに変更。
- 2017年（平成29年）10月1日 - 株式会社菊家を子会社化[17]。

## 商品

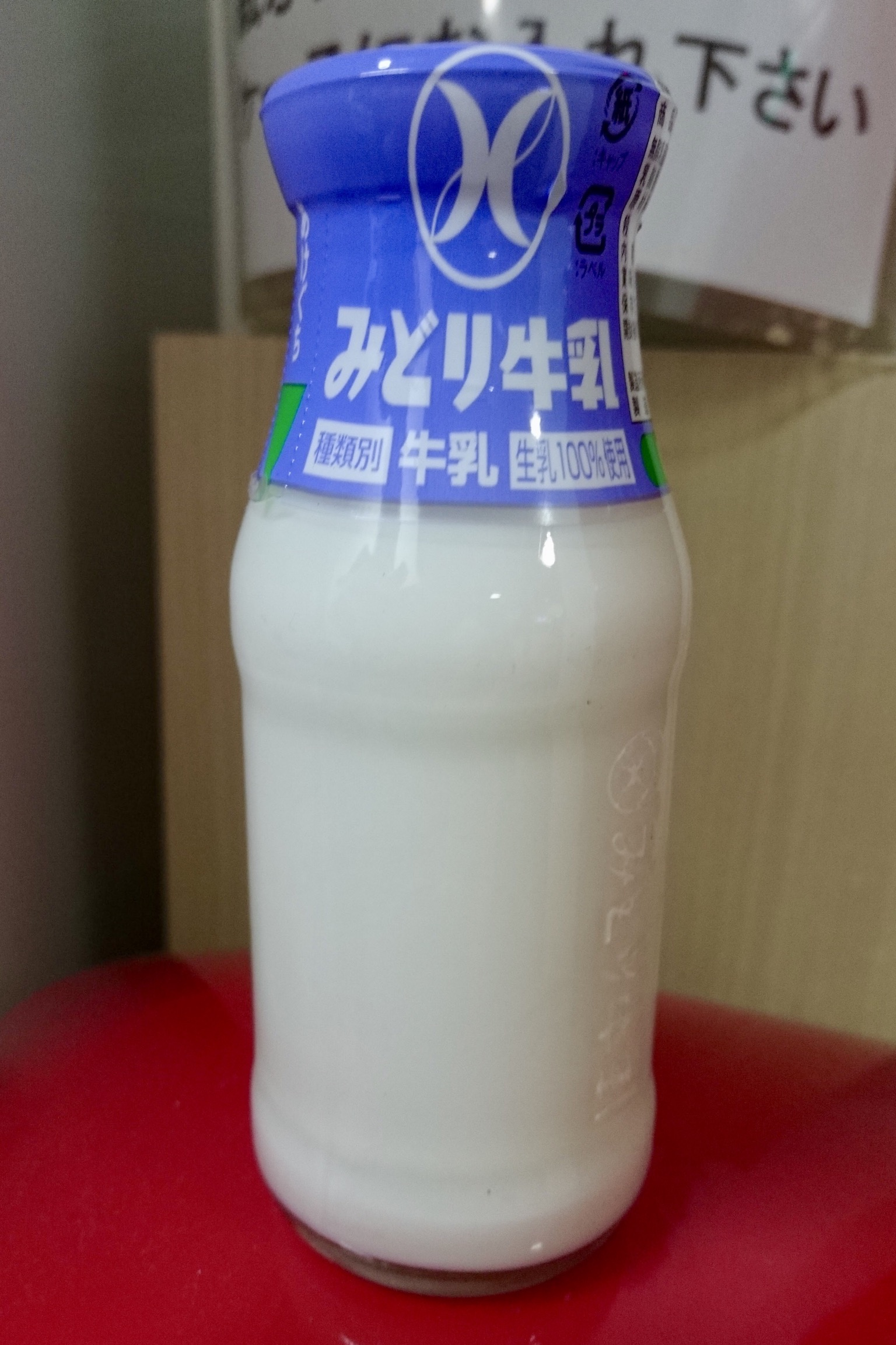
みどり牛乳

### 牛乳
- みどり牛乳
- やまなみ牛乳
- 精選風味牛乳 ゆふいんの薫り
- 成分無調整コープ牛乳
- 成分無調整3.5牛乳
- くじう高原牛乳
- ゆふいん限定牛乳
- おいしいみどり牛乳

### 成分調整牛乳
- みどりの恵み
- ローファット2.0低脂肪乳
- みどり低脂肪乳
- 低脂肪乳

### 乳飲料
- みどりの雫
- みどり贅沢しぼり
- みどり低脂肪
- デカ
- おいしい特濃
- 大地のあじわい
- 特濃ミルク
- ラクトコーヒー
- ラクト珈琲
- みどりコーヒー
- いちごミルク
- 鉄骨力
- カルデカ+低脂肪乳

### 乳酸菌飲料
- オーピス
- サワーヨーグル
- みどりプチコンク8

### 豆乳・豆乳飲料
- みどり豆乳 成分無調整
- みどり調製豆乳
- 有機豆乳 成分無調整
- おいしい無調整豆乳
- みどり豆乳飲料麦芽ココア

### ヨーグルト
- 腸までとどくN-1プレーンヨーグルト
- 腸までとどくN-1マイルドヨーグルト
- 腸までとどくN-1脂肪ゼロヨーグルト
- 生きたまま腸へ届くプレーンヨーグルト
- 腸まで届くプロバイオティクスN-1ヨーグルト
- プレーンヨーグルト
- ヨーグルトe
- N-1のむヨーグルト
- くじゅうファームヨーグルト
- くじゅうファーム のむヨーグルト
- さわやかヨーグルト
- のむヨーグルト

### デザート
- とろけるプリン
- 薫るカフェゼリー

### 果実酢
- りんご酢 濃縮タイプ

### ミネラルウォーター
- くじゅう連山の湧水

### 清涼飲料水
- 菜食健美
- 関節グルコサミン+コラーゲン

### 植物性ミルク
- アーモンドミルク
- アーモンドミルク 砂糖不使用
- オーツミルク

## CM
- テレビ大分の夜7時の時報は九州乳業の15秒CM。
- 1980年代の飲料「みどりローファット」のCMには全国デビュー前の中学時代の森口博子が出演していた。